# Mitrópoli
Mitrópoli är en ort i Grekland.   Den ligger i prefekturen Nomós Kardhítsas och regionen Thessalien, i den centrala delen av landet, 220 km nordväst om huvudstaden Aten. Mitrópoli ligger 148 meter över havet och antalet invånare är 1 572.
Terrängen runt Mitrópoli är platt åt nordost, men åt sydväst är den kuperad.Runt Mitrópoli är det glesbefolkat, med 12 invånare per kvadratkilometer. Närmaste större samhälle är Karditsa, 7,8 km öster om Mitrópoli. I omgivningarna runt Mitrópoli växer i huvudsak blandskog.